# Mistrzostwa Świata w Biathlonie Sztafet Mieszanych 2010
3. Mistrzostwa Świata w Biathlonie Sztafet Mieszanych zostały rozegrane 28 marca 2010 w rosyjskim Chanty-Mansyjsku. Zawody kończyły sezon 2009/2010 w biathlonie.
Konieczność rozegrania mistrzostw świata w sztafecie mieszanej spowodowana była brakiem tej konkurencji w programie igrzysk olimpijskich w Vancouver.
Złoto wywalczyła reprezentacja Niemiec, pokonując Norwegię i Szwecję.
Do zawodów zgłoszono 18 sztafet. Nikt się nie wycofał.

## Wyniki
- Data: 28 marca 2010, 13:15 CET

| Medal | Zawodnik                                                                           | Narodowość | Strzelanie                               | Wynik     | Strata  |
| ----- | ---------------------------------------------------------------------------------- | ---------- | ---------------------------------------- | --------- | ------- |
|       | Niemcy Simone Hauswald Magdalena Neuner Simon Schempp Arnd Peiffer                 | GER        | 0+5 0+1 0+2 0+1 0+1 0+0 0+0 0+0 0+2 0+0  | 1:18:17,4 | -       |
|       | Norwegia Ann Kristin Flatland Tora Berger Emil Hegle Svendsen Ole Einar Bjørndalen | NOR        | 0+2 0+4 0+0 0+1 0+1 0+2 0+0 0+0 0+1 0+1  | 1:19:41,4 | +1:24,0 |
|       | Szwecja Helena Jonsson Anna Carin Zidek Björn Ferry Carl Johan Bergman             | SWE        | 0+6 0+5 0+2 0+3 0+3 0+0 0+1 0+1 0+0 0+1  | 1:19:48,2 | +1:30,8 |
| 4.    | Rosja Jana Romanowa Olga Zajcewa Maksim Czudow Iwan Czeriezow                      | RUS        | 0+3 1+6 0+0 0+1 0+0 1+3 0+3 0+2 0+0 0+0  | 1:19:59,5 | +1:42,1 |
| 5.    | Francja Marie-Laure Brunet Sandrine Bailly Simon Fourcade Martin Fourcade          | FRA        | 0+6 0+3 0+2 0+0 0+3 0+1 0+0 0+1 0+1 0+1  | 1:20:25,6 | +2:08,2 |
| 6.    | Ukraina Oksana Chwostenko Wiktorija Semerenko Serhij Sedniew Andrij Deryzemla      | UKR        | 0+3 0+7 0+0 0+0 0+2 0+2 0+0 0+2 0+1 0+3  | 1:20:41,7 | +2:24,3 |
| 7.    | Czechy Gabriela Soukalová Barbora Tomešová Michal Šlesingr Jaroslav Soukup         | CZE        | 0+6 0+4 0+1 0+1 0+1 0+0 0+3 0+2          | 1:20:56,8 | +2:39,4 |
| 8.    | Włochy Katja Haller Karin Oberhofer Lukas Hofer Christian De Lorenzi               | ITA        | 0+6 0+4 0+1 0+1 0+1 0+0 0+1 0+1 0+3 0+2  | 1:20:58,4 | +2:41,0 |
| 9.    | Białoruś Ludmiła Kalinczyk Darja Domraczewa Siarhiej Nowikau Rustam Waliullin      | BLR        | 1+3 0+4 0+0 0+1 0+0 0+2 1+3 0+1          | 1:21:50,4 | +3:33,0 |
| 10.   | Słowenia Dijana Grudiček-Ravnikar Teja Gregorin Janez Marič Klemen Bauer           | SLO        | 1+5 2+10 0+1 0+1 0+0 0+3 0+1 0+3 1+3 2+3 | 1:22:41,1 | +4:23,7 |
| 11.   | Kazachstan Anna Lebiediewa Marina Lebiediewa Jan Sawicki Siergiej Naumik           | KAZ        | 0+7 0+6 0+2 0+1 0+1 0+2 0+1 0+1 0+3 0+2  | 1:23:12,9 | +4:55,5 |
| 12.   | Kanada Megan Tandy Zina Kocher Jean-Philippe Leguellec Brendan Green               | CAN        | 0+1 2+10 0+0 0+3 0+0 1+3 0+1 1+3 0+0 0+1 | 1:23:56,8 | +5:39,4 |
| 13.   | Szwajcaria Selina Gasparin Elisa Gasparin Benjamin Weger Thomas Frei               | SUI        | 0+3 1+9 0+0 1+3 0+1 0+3 0+2 0+0 0+0 0+3  | 1:24:49,3 | +6:31,9 |
| 14.   | Słowacja Jana Gereková Anastasija Kuźmina Pavol Hurajt Dušan Šimočko               | SVK        | 2+8 1+7 1+3 0+1 1+3 0+0 0+1 0+3 0+1 1+3  | 1:24:54,0 | +6:36,6 |
| 15.   | Polska Agnieszka Cyl Weronika Nowakowska-Ziemniak Sebastian Witek Łukasz Witek     | POL        | 0+5 1+5 0+1 0+0 0+0 0+0 0+2 0+2 0+2 1+3  | 1:25:04,5 | +6:47,1 |
| 16.   | Bułgaria Nina Klenowska Emilija Jordanowa Krasimir Anew Michaił Kleczerow          | BUL        | 0+7 1+7 0+1 1+3 0+3 0+2 0+3 0+1 0+0 0+2  | 1:25:34,7 | +7:17,3 |
| 17.   | Estonia Kadri Lehtla Eveli Saue Danil Steptsenko Priit Viks                        | EST        | 2+8 1+6 0+0 0+2 1+3 0+0 1+3 0+1 0+2 1+3  | 1:26:24,7 | +8:07,3 |
| 18.   | Finlandia Mari Laukkanen Kaisa Mäkäräinen Sami Orpana Marko Juhani Mänttäri        | FIN        | 1+5 0+6 0+2 0+1 0+0 0+2 1+3 0+1 0+0 0+2  | 1:27:16,8 | +8:59,4 |